# Góry Lisie
Góry Lisie – niewielki zalesiony grzbiet o długości ok. 3,5 km o południkowym przebiegu stanowiący południowo-zachodni fragment Kotliny Marciszowskiej w Sudetach Zachodnich.
Od zachodu doliny Sierniawy i Bystrka oddzielają je od Rudaw Janowickich.
Wzniesienia:
- Bucza Góra (671 m n.p.m.), jako nazwa oboczna w spisie PRNG podano Góra Lisia[2],
- Lisie Skały (646 m n.p.m.),
- Pokrzywna (638 m n.p.m.),
- Kota 550 m n.p.m.

Niekiedy Góry Lisie włączane są do Rudaw Janowickich lub też Wzgórz Bramy Lubawskiej.
Cały masyw zbudowany jest z dolnokarbońskich piaskowców i zlepieńców należących do północno-zachodniego fragmentu niecki śródsudeckiej.
Większa część grzbietu znajduje się w Rudawskim Parku Krajobrazowym.